# Collegio elettorale di Rivarolo Canavese (Camera dei deputati)
Il collegio di Rivarolo Canavese fu un collegio elettorale uninominale della Repubblica Italiana per l'elezione della Camera dei deputati. Apparteneva alla Circoscrizione Piemonte 1 e fu utilizzato per eleggere un deputato nella XII, XIII e XIV legislatura.
Venne istituito nel 1993 con la cosiddetta Legge Mattarella (Legge n. 277, Nuove norme per l'elezione della Camera dei deputati), attuata in seguito al referendum abrogativo del 1993. La legge istituì per la Camera dei deputati e per il Senato della Repubblica un sistema di elezione misto, in parte maggioritario e in parte proporzionale. Il 75% dei parlamentari dell'assemblea veniva eletto in collegi uninominali tramite sistema maggioritario a turno unico; il restante 25% alla Camera veniva eletto tramite sistema proporzionale con liste bloccate.
Il collegio venne abolito insieme a tutti gli altri che costituivano la Camera con la promulgazione della legge elettorale successiva, la cosiddetta Legge Calderoli. Questa prevedeva un sistema proporzionale con premio di maggioranza, che alla Camera veniva attribuito a livello nazionale.

## Territorio
Il collegio di Rivarolo Canavese era uno dei 36 collegi uninominali in cui era suddiviso il Piemonte e, come previsto dal D.Lgs. del 20 dicembre 1993 n. 536, era interamente compreso nella provincia di Torino e comprendeva i seguenti comuni: Ala di Stura, Alpette, Balangero, Balme, Barbania, Bosconero, Busano, Cafasse, Canischio, Cantoira, Caselette, Ceres, Ceresole Reale, Chialamberto, Ciconio, Coassolo Torinese, Corio, Cuorgnè, Favria, Feletto, Forno Canavese, Frassinetto, Front, Germagnano, Givoletto, Groscavallo, Ingria, La Cassa, Lanzo Torinese, Lemie, Levone, Locana, Lusigliè, Mathi, Mezzenile, Monastero di Lanzo, Noasca, Oglianico, Ozegna, Pertusio, Pessinetto, Pont-Canavese, Prascorsano, Pratiglione, Ribordone, Rivara, Rivarolo Canavese, Rocca Canavese, Ronco Canavese, Salassa, San Colombano Belmonte, San Gillio, San Ponso, Sparone, Traves, Usseglio, Val della Torre, Vallo Torinese, Valperga, Valprato Soana, Varisella, Vauda Canavese e Viù.

## Eletti
| Elezione | Elezione | Deputato        | Partito                  |
| -------- | -------- | --------------- | ------------------------ |
|          | 1994     | Roberto Ceresa  | Polo delle Libertà (LN)  |
|          | 1996     | Giuseppe Niedda | L'Ulivo                  |
|          | 2001     | Michele Vietti  | Casa delle Libertà (UdC) |

## Dati elettorali

### XII legislatura

#### Risultati proporzionale
| Coalizioni        | Coalizioni           | Liste                           | Liste                              | Voti   | %     |
| ----------------- | -------------------- | ------------------------------- | ---------------------------------- | ------ | ----- |
|                   | Polo delle Libertà   |                                 | Forza Italia                       | 20.738 | 27,98 |
|                   | Polo delle Libertà   | Lega Nord                       | 16.146                             | 21,78  |       |
| Totale Coalizione | Totale Coalizione    | 36.884                          | 49,76                              |        |       |
|                   | Progressisti         |                                 | Partito Democratico della Sinistra | 10.055 | 13,57 |
|                   | Progressisti         | Rifondazione Comunista          | 4.008                              | 5,41   |       |
|                   | Progressisti         | La Rete - Movimento Democratico | 1.258                              | 1,70   |       |
|                   | Progressisti         | Partito Socialista Italiano     | 1.198                              | 1,62   |       |
|                   | Progressisti         | Federazione dei Verdi           | 1.056                              | 1,42   |       |
|                   | Progressisti         | Alleanza Democratica            | 791                                | 1,07   |       |
| Totale coalizione | Totale coalizione    | 18.366                          | 24,79                              |        |       |
|                   | Patto per l'Italia   |                                 | Partito Popolare Italiano          | 8.307  | 11,21 |
|                   | Alleanza Nazionale   | Alleanza Nazionale              | Alleanza Nazionale                 | 5.169  | 6,97  |
|                   | Lista Pannella       | Lista Pannella                  | Lista Pannella                     | 2,944  | 3,97  |
|                   | Lega per il Piemonte | Lega per il Piemonte            | Lega per il Piemonte               | 1.190  | 1,61  |
|                   | Verdi Verdi          | Verdi Verdi                     | Verdi Verdi                        | 959    | 1,29  |
|                   | Rinnovamento         | Rinnovamento                    | Rinnovamento                       | 299    | 0,40  |
| Totale            | Totale               | Totale                          | Totale                             | 74.118 |       |

#### Risultati uninominale
|                               | Roberto Ceresa ✔️ Eletto | Polo delle Libertà (FI - LN - CCD - UDC) | 36 412 | 49,15 |  |  |  |  |  |
|                               | Gian Pietro Bertoli      | Progressisti                             | 18 029 | 24,34 |  |  |  |  |  |
|                               | Riccardo Sartoris        | Patto per l'Italia                       | 13 712 | 18,51 |  |  |  |  |  |
|                               | Gianfranco Balma Venere  | Alleanza Nazionale                       | 5 929  | 8,00  |  |  |  |  |  |
| Totale                        | Totale                   | Totale                                   | 74 082 | 100   |  |  |  |  |  |
|                               |                          |                                          |        |       |  |  |  |  |  |
| Fonte: Ministero dell'interno |                          |                                          |        |       |  |  |  |  |  |

### XIII legislatura

#### Risultati proporzionale
| Coalizioni        | Coalizioni              | Liste                                     | Liste                              | Voti   | %     |
| ----------------- | ----------------------- | ----------------------------------------- | ---------------------------------- | ------ | ----- |
|                   | Polo per le Libertà     |                                           | Forza Italia                       | 13.594 | 19,33 |
|                   | Polo per le Libertà     | Alleanza Nazionale                        | 7.771                              | 11,05  |       |
|                   | Polo per le Libertà     | CCD-CDU                                   | 3.776                              | 5,37   |       |
| Totale coalizione | Totale coalizione       | 25.141                                    | 35,75                              |        |       |
|                   | Lega Nord               | Lega Nord                                 | Lega Nord                          | 17.821 | 25,34 |
|                   | L'Ulivo                 |                                           | Partito Democratico della Sinistra | 8.881  | 12,63 |
|                   | L'Ulivo                 | Popolari per Prodi (PPI-SVP-PRI-UD-Prodi) | 3.487                              | 4,96   |       |
|                   | L'Ulivo                 | Rinnovamento Italiano                     | 3.352                              | 4,77   |       |
|                   | L'Ulivo                 | Federazione dei Verdi                     | 1.117                              | 1,59   |       |
| Totale coalizione | Totale coalizione       | 16.837                                    | 23,95                              |        |       |
|                   | Progressisti            |                                           | Rifondazione Comunista             | 7.162  | 10,18 |
|                   | Lista Pannella - Sgarbi | Lista Pannella - Sgarbi                   | Lista Pannella - Sgarbi            | 1.353  | 1,92  |
|                   | Verdi Verdi             | Verdi Verdi                               | Verdi Verdi                        | 765    | 1,09  |
|                   | Partito Federalista     | Partito Federalista                       | Partito Federalista                | 637    | 0,91  |
|                   | Nuove Energie           | Nuove Energie                             | Nuove Energie                      | 294    | 0,42  |
|                   | Partito Socialista      | Partito Socialista                        | Partito Socialista                 | 241    | 0,34  |
|                   | Partito Umanista        | Partito Umanista                          | Partito Umanista                   | 90     | 0,13  |
| Totale            | Totale                  | Totale                                    | Totale                             | 70.341 |       |

#### Risultati uninominale
|                               | Giuseppe Niedda ✔️ Eletto | L'Ulivo             | 24 395 | 34,51 |  |  |  |  |  |
|                               | Antonio Cherio            | Polo per le Libertà | 21 411 | 30,29 |  |  |  |  |  |
|                               | Roberto Ceresa            | Lega Nord           | 18 680 | 26,42 |  |  |  |  |  |
|                               | Giancarlo Vacca Cavalot   | Moderati            | 6 208  | 8,78  |  |  |  |  |  |
| Totale                        | Totale                    | Totale              | 70 694 | 100   |  |  |  |  |  |
|                               |                           |                     |        |       |  |  |  |  |  |
| Fonte: Ministero dell'interno |                           |                     |        |       |  |  |  |  |  |

### XIV legislatura

#### Risultati proporzionale
| Coalizioni        | Coalizioni              | Liste                   | Liste                                 | Voti   | %     |
| ----------------- | ----------------------- | ----------------------- | ------------------------------------- | ------ | ----- |
|                   | Casa delle Libertà      |                         | Forza Italia                          | 23.142 | 33,00 |
|                   | Casa delle Libertà      | Alleanza Nazionale      | 6.052                                 | 8,63   |       |
|                   | Casa delle Libertà      | Lega Nord               | 5.903                                 | 8,42   |       |
|                   | Casa delle Libertà      | CCD-CDU                 | 1.786                                 | 2,55   |       |
|                   | Casa delle Libertà      | Nuovo PSI               | 378                                   | 0,54   |       |
| Totale coalizione | Totale coalizione       | 37.261                  | 53,14                                 |        |       |
|                   | L'Ulivo                 |                         | La Margherita (Dem - PPI - RI- UDEUR) | 10.607 | 15,13 |
|                   | L'Ulivo                 | Democratici di Sinistra | 8.213                                 | 11,71  |       |
|                   | L'Ulivo                 | Comunisti Italiani      | 1.087                                 | 1,55   |       |
|                   | L'Ulivo                 | Il Girasole (FdV - SDI) | 757                                   | 1,08   |       |
| Totale coalizione | Totale coalizione       | 20.664                  | 29,47                                 |        |       |
|                   | Rifondazione Comunista  | Rifondazione Comunista  | Rifondazione Comunista                | 5.301  | 7,56  |
|                   | Lista Di Pietro         | Lista Di Pietro         | Lista Di Pietro                       | 2.840  | 4,05  |
|                   | Lista Pannella - Bonino | Lista Pannella - Bonino | Lista Pannella - Bonino               | 2.108  | 3,01  |
|                   | Democrazia Europea      | Democrazia Europea      | Democrazia Europea                    | 1.250  | 1,78  |
|                   | Verdi Verdi             | Verdi Verdi             | Verdi Verdi                           | 639    | 0,91  |
|                   | Abolizione scorporo     | Abolizione scorporo     | Abolizione scorporo                   | 59     | 0,08  |
| Totale            | Totale                  | Totale                  | Totale                                | 70.122 |       |

#### Risultati uninominale
|                               | Michele Vietti ✔️ Eletto | Casa delle Libertà | 33 714 | 48,22 |  |  |  |  |  |
|                               | Giuseppe Niedda          | L'Ulivo            | 30 046 | 42,98 |  |  |  |  |  |
|                               | Claudio Pesce            | Lista Di Pietro    | 3 474  | 4,97  |  |  |  |  |  |
|                               | Dario Donna              | Democrazia Europea | 2 676  | 3,83  |  |  |  |  |  |
| Totale                        | Totale                   | Totale             | 69 910 | 100   |  |  |  |  |  |
|                               |                          |                    |        |       |  |  |  |  |  |
| Fonte: Ministero dell'interno |                          |                    |        |       |  |  |  |  |  |